# مون سيون مين
مون سيون مين (هانغل: 문 선민؛ هانجا :文宣民) مواليد 9 يونيو 1992 في سول، هو لاعب كرة قدم كوري جنوبي يلعب مع جونبك هيونداي موتورز كلاعب وسط. مثّل منتخب كوريا الجنوبية لكرة القدم. سبق له أن لعب في كأس العالم لكرة القدم مع منتخب بلاده.

## المسيرة الاحترافية

### البدايات المبكرة
بدأ مون، المولود في سيول بكوريا الجنوبية مسيرته الكروية في مدرسة جانغون الثانوية في عام 2008 وقضى عامين هناك. بعد تخرجه من المدرسة الثانوية في عام 2010، عانى مون في كرة القدم من انتكاسة عندما لم يكن أندية من الدوري الكوري تقدم له عقدًا ولم تكن هناك فرصة للانضمام إلى فريق الكلية أيضًا. كان على مون أن يتابع في مكان آخر عندما شارك في المسابقة التي ترعاها شركة نايكي في أوائل عام 2011 وكان من بين 100 لاعب (في وقت لاحق 32) يتم اختيارهم للمرحلة التالية. أصبح أحد الفائزين الثمانية الذين انتقلوا إلى إنجلترا والانضمام إلى أكاديمية نايكي في ذلك الصيف. أثناء وجوده في أكاديمية نايكي، اختبر مون تدريباً في الطقس البارد في إنجلترا.

### نادي أوسترسوند
وقّع مون عقدًا مع النادي السويدي من الدرجة الثالثة نادي أوسترسوند في 26 يناير 2012، بعد أن رصده مديرهم الإنجليزي جراهام بوتير أثناء وجوده في وطنه لاستكشاف الغاني ديفيد أكام، الذي كان يتدرب أيضًا مع أكاديمية نايكي في ذلك الوقت.
ظهر مون لأول مرة مع نادي أوسترسوند، حيث بدأ مباراة بأكملها انتهت بالتعادل 1-1 ضد نادي سيرس في المباراة الافتتاحية للموسم. ظهر في مباراتين أخريين قبل أن يتوقف لمدة شهر بسبب إصابة في أصابع القدم. في يوم 16 يونيو 2012 عاد مون من الإصابة، حيث جاء بديلًا في الدقيقة 62 في مباراة انتهت بالخسارة 1-0. في مباراة تالية في الدوري سجل هدفه الأول للنادي. ثم سجل هدفه الثاني لهذا الموسم في 14 يوليو 2012، في مباراة انتهت بالتعادل 1-1 ضد فاستيراس. منذ عودته إلى الفريق بعد الإصابة، استعاد مكانه في الفريق وساعد الفريق على الفوز بدوري الدرجة الأولى والصعود إلى المستوى الثاني سوبرتيتان في موسم 2012. في نهاية موسم 2012 كان مون قد سجّل خمسة وعشرين ظهورًا وسجل هدفين في جميع المسابقات.
في بداية موسم 2013 كان مون على مقاعد البدلاء حتى سجل هدفه الأول في الموسم، في مباراة انتهت بالفوز 2-1 ضد نادي ليونغسكايل. ثم جاء هدفه الثاني في الموسم في 10 أغسطس 2013، في مباراة انتهت بالفوز 1-0 ضد نادي براغي. بعد ذلك ، استعاد مون مكانه الأول في تشكيلة الفريق لبقية موسم 2013.  شارك في خمسة وعشرين مباراة وسجل هدفين في جميع المسابقات. بعد نهاية موسم 2013 قرر مون العودة إلى كوريا الجنوبية بسبب الشعور بالحنين إلى الوطن. ومع ذلك في منتصف فترة ما قبل عام 2014 عاد إلى أوسترسوند ووقع مع النادي مرة أخرى.
بدأ مون موسم 2014 على مقاعد البدلاء، ولكن سرعان ما استعاد مكانه الأول في التشكيلة الأساسية. شارك في خمسة وعشرين مباراة وسجل خمس أهداف في جميع المسابقات. وبالنظر لأدائه في هذا الموسم، حصل مون على جائزة لاعب العام لأدائه.
في موسم 2015 ظهر مون في كل المباريات منذ بداية الموسم وحقق ستة عشر مباراة وسجل مرة واحدة في جميع المسابقات.

### نادي يورغوردينس

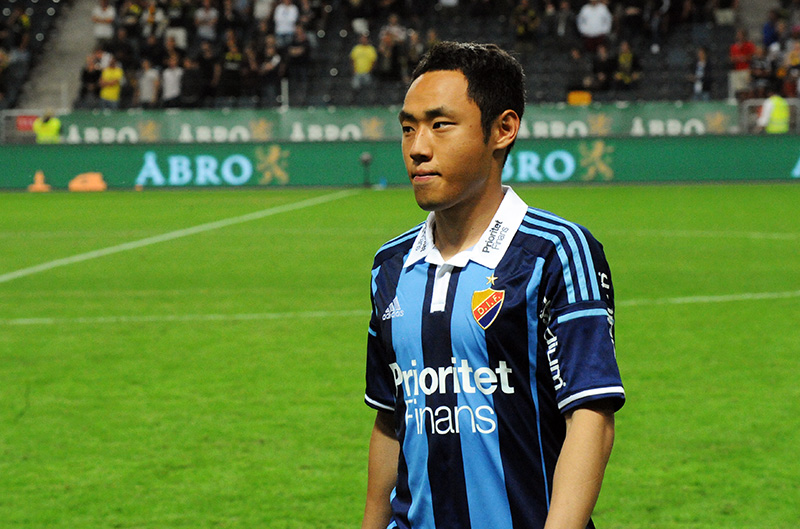
صورة لمون خلال الفترة التي قضاها في نادي يورغوردينس

في 17 تموز عام 2015، وقع مون عقدًا في الدوري السويدي الممتاز إلى جانب نادي يورغوردينس. كان النادي قد خطط في الأصل للتوقيع معه في بداية موسم 2016، ولكن بعد إصابة في نهاية الموسم لجناحه الأيمن هاريس راديتيناك قرروا اقتراضه من نادي أوسترسوند لبقية العام مع خيار الشراء في نهاية القرض.
بعد جلوسه على مقاعد البدلاء لمباراتين، ظهر مون لأول مرة في 10 ديسمبر 2015 في نادي يورغوردينس، حيث لعب 71 دقيقة قبل استبداله في مباراة انتهت بالخسارة 1-0 أمام أيك سولنا. ثم سجل أول هدف للنادي في مباراة انتهت بالفوز 4-2 ضد نادي هالمستاد في 29 أغسطس 2015. شارك مون بعشرة مباريات وسجل مرة واحدة في جميع المسابقات. ومع ذلك أعجب النادي بأدائه ووقع بشكل دائم، حيث وقع عقدًا لمدة ثلاث سنوات.
في 25 نوفمبر 2016 تم الإعلان عن إنهاء عقد مون.
بعد مغادرة السويد، قال مون إنه سيعود للعب في بلده. 

### إنتشون يونايتد
بعد انتهاء عقده مع نادي يورغوردينس، عاد مون إلى كوريا الجنوبية ووقع عقدا مع إنتشون يونايتد في 8 ديسمبر 2016. ظهر مون لأول مرة في إنتشون يونايتد في 18 مارس 2017 ضد جيونبوك هيونداي موتورز ولعب 81 دقيقة حيث تعادل 0-0. وأشاد الإعلام الكوري بأدائه. في مباراة ضد سوون سامسونغ بلووينغز سجل أول أهدافه للنادي في مباراة انتهت بالتعادل 3-3.
منذ بداية الموسم، بدأ مون في كل المباريات حتى تم استبداله في مباراة ضد غانغون في 16 يوليو 2017، بسبب الأداء الضعيف. استمر أدائه الضعيف للشهرين القادمين مما جعله يجلس على مقاعد البدلاء. على الرغم من ذلك، واصل مون استعادة مكانه في النادي وساعد النادي لاحقًا على تجنب الهبوط. أهدافه ضد جيونام دراجونز وسانغجو سانجمو ساهما في بقاء إنتشون يونايتد في الدوري الكوري لموسم آخر.
قبل موسم 2018 قال مون إنه بحاجة إلى الأداء الجيد لتلبية توقعات مشجعي النادي.
في نهاية موسم 2018، كان مون قد شارك في ثمانية وثلاثين مباراة وسجل أربعة عشر هدفا في جميع المسابقات.

### جيونبوك هيونداي موتورز
في 15 يناير 2019 وقع جونبك هيونداي موتورز رسميًا مع مون.
ظهر مون لأول مرة مع جونبوك هيونداي موتورز في المباراة الافتتاحية للموسم ضد دايجو في الدقيقة 75 بديلا. سجل هدفه الأول في مباراة لاحقة ضد سوون سامسونغ بلووينجز. في 13 مارس 2019 ظهر مون لأول مرة في دوري أبطال آسيا، حيث لعب 30 دقيقة في مباراة ضد نادي بوريرام يونايتد. في بداية موسم 2019 وجد مون نفسه على مقاعد البدلاء بسبب أدائه المتعثر. سجل هدفا للنادي في 6 أبريل 2019 ضد ناديه السابق إنتشون يونايتد. في 29 مايو 2019 سجل مون هدفين في مباراة ضد جانج وون. خلال الشهرين التاليين، ساهم مون لاحقًا في مباريات النادي من خلال صنع العديد من الأهداف، مما ساعد الفريق على المضي قدما ليكون منافسًا على اللقب.

### الأندية التي لعب لها
- نادي أوسترسوند
- نادي يورغوردينس
- إنتشون يونايتد
- جونبك هيونداي موتورز

## المشاركات الدولية

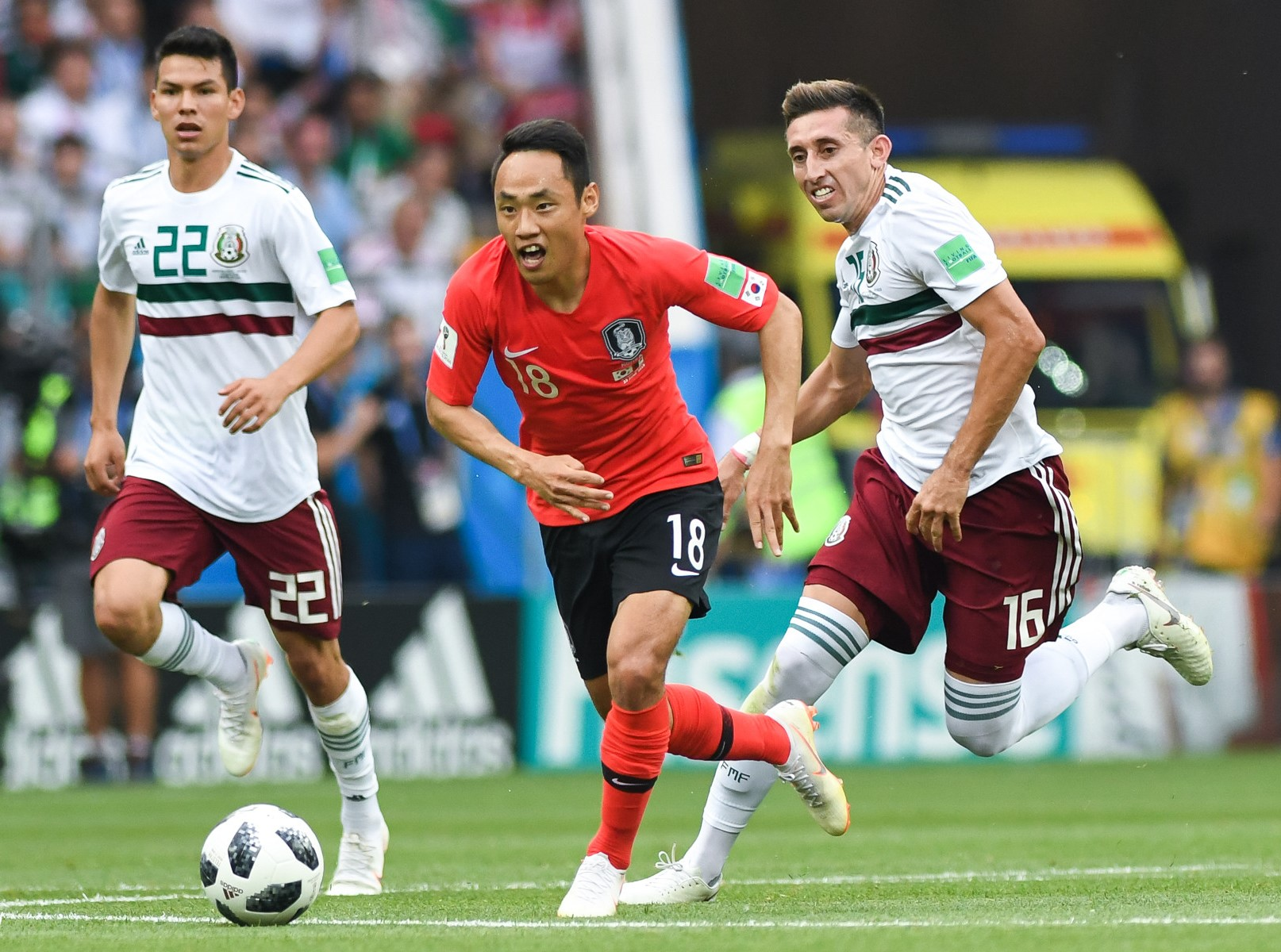
مون خلال مباراة كوريا الجنوبية ضد المكسيك في كأس العالم لكرة القدم في روسيا.

في مارس 2009 تم استدعاء مون إلى منتخب كوريا الجنوبية تحت 17 سنة لكرة القدم لأول مرة. ظهر لأول مرة في منتخب كوريا الجنوبية تحت 17 عامًا، حيث حل كبديل في الدقيقة 57، في مباراة انتهت بالفوز 2-0 على منتخب نيجيريا في 9 أبريل 2009. قدم مون في وقت لاحق ظهورين آخرين لمنتخب كوريا الجنوبية تحت 17 سنة.
في مايو 2018 تم تسمية مون في تشكيلة كوريا الجنوبية التمهيدية المكونة من 28 فردًا لكأس العالم 2018 في روسيا. كان هذا بسبب أدائه الرائع في إنتشون يونايتد في بداية موسم 2018. ظهر لأول مرة مع كوريا الجنوبية ضد منتخب هندوراس في 28 مايو 2018 وجاء في الدقيقة 56 وسجل الهدف الثاني للمنتخب في مباراة انتهت بالفوز 2-0. ظهر مون في المباراتين التاليتين، ودخل بديلا في كلتيهما. بعد أن غاب عن مباراتين بسبب الإصابة وجلس على مقاعد البدلاء، ظهر مون لأول مرة في كأس العالم ضد منتخب المكسيك في 23 يونيو 2018، ولعب 77 دقيقة قبل استبداله، حيث خسرت كوريا 2-1. ظهر مرة أخرى في كأس العالم قادمًا ضد منتخب ألمانيا ولعب 69 دقيقة قبل استبداله، في 27 يونيو 2018.

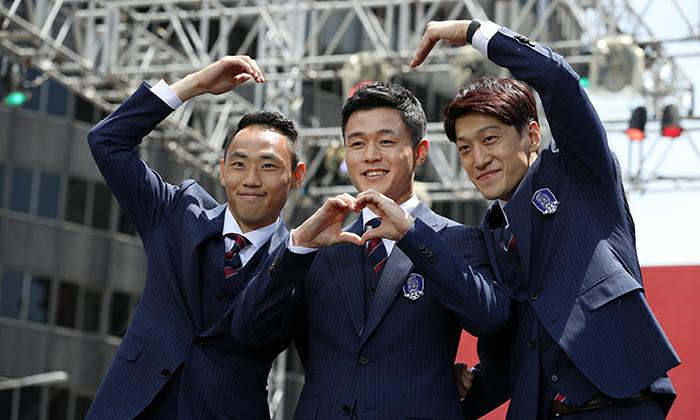
مون (يسار) في الصورة مع إي تشونغ يونغ وجو سي جونغ في الحفل الذي أقيم في سيول بلازا.

بعد ذلك بشهرين في أواخر أغسطس تم استدعاء مون إلى المنتخب الوطني مرة أخرى. ظهر في الفريق حيث لعب 22 دقيقة في مباراة ضد منتخب كوستاريكا في 7 سبتمبر 2018. في 20 نوفمبر 2018 شارك في مباراة ضد منتخب أوزبكستان. ولكن بعد شهر تم عزله من التشكيلة قبل كأس آسيا في قطر.

## الإحصائيات

### الأندية
آخر تحديث 1 ديسمبر 2019.
| النادي                 | الموسم   | الدوري                       | الدوري | الدوري  | الكأس الوطني | الكأس الوطني | كأس الدوري | كأس الدوري | قارات  | قارات   | المجموع | المجموع |
| النادي                 | الموسم   | الصنف                        | الظهور | الأهداف | الظهور       | الأهداف      | الظهور     | الأهداف    | الظهور | الأهداف | الظهور  | الأهداف |
| ---------------------- | -------- | ---------------------------- | ------ | ------- | ------------ | ------------ | ---------- | ---------- | ------ | ------- | ------- | ------- |
| نادي أوسترسوند         | 2012     | الدوري السويدي الدرجة الأولى | 15     | 2       | 1            | 0            | -          | -          | -      | -       | 16      | 2       |
| نادي أوسترسوند         | 2013     | سوبرتان                      | 25     | 2       | -            | -            | -          | -          | -      | -       | 25      | 2       |
| نادي أوسترسوند         | 2014     | سوبرتان                      | 25     | 5       | -            | -            | -          | -          | -      | -       | 25      | 5       |
| نادي أوسترسوند         | 2015     | سوبرتان                      | 16     | 1       | -            | -            | -          | -          | -      | -       | 16      | 1       |
| نادي أوسترسوند         | المجموع  | المجموع                      | 81     | 10      | 1            | 0            | -          | -          | -      | -       | 82      | 10      |
| نادي يورغوردينس        | 2015     | الدوري السويدي الممتاز       | 10     | 1       | -            | -            | -          | -          | -      | -       | 10      | 1       |
| نادي يورغوردينس        | 2016     | الدوري السويدي الممتاز       | 10     | 1       | 1            | 0            | -          | -          | -      | -       | 11      | 1       |
| نادي يورغوردينس        | المجموع  | المجموع                      | 20     | 2       | 1            | 0            | -          | -          | -      | -       | 21      | 2       |
| إنتشون يونايتد         | 2017     | الدوري الكوري 1              | 30     | 4       | 1            | 0            | -          | -          | -      | -       | 31      | 4       |
| إنتشون يونايتد         | 2018     | الدوري الكوري 1              | 37     | 14      | 1            | 0            | -          | -          | -      | -       | 38      | 14      |
| إنتشون يونايتد         | المجموع  | المجموع                      | 67     | 18      | 2            | 0            | -          | -          | -      | -       | 69      | 18      |
| جيونبوك هيونداي موتورز | 2019     | الدوري الكوري 1              | 32     | 10      | 0            | 0            | -          | -          | 5      | 1       | 37      | 11      |
| الإجمالي               | الإجمالي | الإجمالي                     | 200    | 40      | 4            | 0            | -          | -          | 5      | 1       | 209     | 41      |

### الدولية
المصدر.
| ت  | التاريخ        | المكان                                                   | الخصم     | الأهداف التي سجلها اللاعب | النتيجة | المنافسة    |
| -- | -------------- | -------------------------------------------------------- | --------- | ------------------------- | ------- | ----------- |
| 1. | 28 مايو 2018   | ملعب دايجو، دايجو في كوريا الجنوبية                      | هندوراس   | 2 –0                      | 2-0     | مباراة ودية |
| 2. | 20 نوفمبر 2018 | مركز كوينزلاند للرياضة وألعاب القوى، بريسبان في أستراليا | أوزبكستان | 3 –0                      | 4-0     | مباراة ودية |

## الإنجازات

### النادي
جيونبوك هيونداي موتورز
- الدوري الكوري 1: 2019

### الدولية
كوريا الجنوبية
- كأس شرق آسيا لكرة القدم: 2019

## الحياة الشخصية
أثناء وجوده في الخارج، أتقن مون اللغة الإنجليزية وأصبح يفهم بعض السويدية.
في يونيو 2018 أعلن مون عن زواجه. لدى مون ابنة، قال إن ولادتها جعلته يشعر بمسؤولية أكبر.

## روابط خارجية
- مون سيون مين على موقع الاتحاد الدولي (مؤرشف)  (الإنجليزية)
- مون سيون مين على موقع اتحاد السويد (السويدية)
- مون سيون مين على موقع دوري كوريا الجنوبية (الإنجليزية)
- مون سيون مين على موقع قاعدة بيانات كرة القدم.إي يو (الإنجليزية)
- مون سيون مين على موقع ناشيونال فوتبول تيمز (الإنجليزية)
- مون سيون مين على موقع Soccerway.com (الإنجليزية)

- Moon Seon-min - إحصائيات الفريق الوطني في KFA باللغة الكورية
- مون سيون مين على موقع الاتحاد الدولي (مؤرشف)  (الإنجليزية)
- مون سيون مين على موقع اتحاد السويد (السويدية)
- مون سيون مين على موقع دوري كوريا الجنوبية (الإنجليزية)
- مون سيون مين على موقع قاعدة بيانات كرة القدم.إي يو (الإنجليزية)
- مون سيون مين على موقع ناشيونال فوتبول تيمز (الإنجليزية)
- مون سيون مين على موقع Soccerway.com (الإنجليزية)
- الموقع الرسمي